# Halálozások 2005-ben
Ez a szócikk a 2005-ös évben elhunyt nevezetes személyeket sorolja fel.

## December
| Dátum          | Név                               | Foglalkozás / tisztség                                               | Kor | Forrás |
| -------------- | --------------------------------- | -------------------------------------------------------------------- | --- | ------ |
| Ismeretlen nap | Berger Béla                       | magyar-ausztrál sakkozó                                              | 074 | –      |
| december 31.   | Gerbner György                    | magyar származású amerikai médiakutató                               | 086 |        |
| december 31.   | Tóth Géza                         | radiokémikus                                                         | 075 | –      |
| december 29.   | Krizsán József                    | az MLSZ volt főtitkára                                               | 076 |        |
| december 27.   | Witt László                       | magyar-kanadai sakkozó                                               | 072 | –      |
| december 26.   | Ted Ditchburn                     | válogatott angol labdarúgó                                           | 084 |        |
| december 26.   | Vincent Schiavelli                | olasz-amerikai színész                                               | 057 |        |
| december 26.   | Erich Topp                        | német tengeralattjáró-parancsnok a második világháború idején        | 091 | –      |
| december 25.   | Birgit Nilsson                    | svéd operaénekesnő                                                   | 087 | –      |
| december 23.   | Baróti Lajos                      | labdarúgó, edző                                                      | 091 |        |
| december 20.   | Raoul Bott                        | magyar-osztrák származású amerikai matematikus                       | 082 |        |
| december 20.   | Genrih Fedoszov                   | szovjet válogatott orosz labdarúgócsatár                             | 073 |        |
| december 19.   | Keith Duckworth                   | angol mérnök, a Cosworth cégóriás társalapítója                      | 072 |        |
| december 17.   | Rózsa György                      | könyvtáros, az MTA Könyvtára és az ENSZ genfi könyvtára főigazgatója | 083 |        |
| december 17.   | Mustafa Ertan                     | török labdarúgóhátvéd, edző                                          | 079 |        |
| december 16.   | John Spencer                      | amerikai színész (Az elnök emberei, A szikla)                        | 058 |        |
| december 15.   | Giuseppe Patroni Griffi           | olasz drámaíró, filmrendező                                          | 084 |        |
| december 14.   | Annus József                      | költő, lapszerkesztő, politikus, országgyűlési képviselő             | 065 |        |
| december 13.   | Stanley Williams                  | amerikai bandavezér, majd író és aktivista                           | 051 |        |
| december 12.   | Szikora György                    | 21-szeres csehszlovák válogatott labdarúgó, edző                     | 058 |        |
| december 12.   | Trebitsch Gyula                   | magyar származású német filmproducer, gyártásvezető                  | 091 | –      |
| december 12.   | Annette Vadim \ Annette Stroyberg | dán színésznő                                                        | 069 |        |
| december 10.   | Mary Jackson                      | amerikai színésznő                                                   | 095 |        |
| december 10.   | Eugene McCarthy                   | amerikai politikus, szenátor (Minnesota, 1959–1971)                  | 089 | –      |
| december 10.   | Richard Pryor                     | amerikai komikus, színész, előadóművész                              | 065 |        |
| december 9.    | Helmut Sakowski                   | német író, politikus                                                 | 081 |        |
| december 9.    | Sándor György                     | zongoraművész, Bartók Béla egykori tanítványa                        | 093 | }      |
| december 9.    | Robert Sheckley                   | Hugo- és Nebula-díjas amerikai sci-fi író                            | 077 | –      |
| december 9.    | Tony Arima                        | profi jégkorongozó                                                   | 044 |        |
| december 7.    | Albert Antal                      | magyar újságíró, szerkesztő                                          | 076 | –      |
| december 6.    | Charly Gaul                       | luxemburgi kerékpárversenyző                                         | 072 |        |
| december 6.    | Paul Halla                        | osztrák labdarúgóhátvéd                                              | 074 |        |
| december 6.    | Devan Nair                        | malajziai–szingapúri politikus, Szingapúr elnöke (1981–1985)         | 082 | –      |
| december 5.    | Pietro Bonetto                    | olasz nemzetközi labdarúgó-játékvezető                               | 082 | –      |
| december 5.    | Juan María Lekuona                | baszk költő, író                                                     | 078 |        |
| december 4.    | Débora Arango                     | kolumbiai festő                                                      | 098 |        |
| december 4.    | Gloria Lasso                      | katalán énekesnő                                                     | 083 |        |
| december 4.    | Tallós György                     | közgazdász, banktörténész                                            | 085 | –      |
| december 3.    | Hintsch György                    | Aranyszarvas-díjas filmrendező                                       | 081 |        |
| december 3.    | Frederick Ashworth                | amerikai altábornagy, ő dobta le az atombombát Nagaszakira           | 093 |        |
| december 1.    | Jack Colvin                       | amerikai színész                                                     | 071 | –      |
| december 1.    | Günther Debon                     | német sinológus                                                      | 084 |        |

## November
| Dátum        | Név                  | Foglalkozás / tisztség                                                      | Kor | Forrás          |
| ------------ | -------------------- | --------------------------------------------------------------------------- | --- | --------------- |
| november 30. | Luzsicza Lajos       | festőművész, grafikus                                                       | 085 |                 |
| november 30. | Jean Parker          | amerikai színésznő                                                          | 090 |                 |
| november 29. | Wendie Jo Sperber    | amerikai színésznő                                                          | 047 |                 |
| november 29. | David di Tommaso     | francia labdarúgó                                                           | 026 | –               |
| november 29. | Deon van der Walt    | afrikáner operaénekes (tenor), borász                                       | 047 |                 |
| november 28. | Carl Forssell        | olimpiai és világbajnoki ezüstérmes svéd párbajtőrvívó                      | 088 |                 |
| november 28. | Marc Lawrence        | amerikai karakterszínész                                                    | 095 |                 |
| november 27. | Jocelyn Brando       | amerikai színésznő, Marlon Brando testvére                                  | 086 |                 |
| november 27. | Strém Kálmán         | zeneszociológus, hangversenyrendező                                         | 071 |                 |
| november 26. | Richard Burns        | brit világbajnok autóversenyző                                              | 034 |                 |
| november 26. | Csernai Zoltán       | magyar sci-fi-író, szerkesztő                                               | 080 | –               |
| november 26. | Ingálvur av Reyni    | feröeri festő                                                               | 084 | –               |
| november 26. | Urbán Árpád          | magyar nemzetközi labdarúgó-játékvezető, politikus, országgyűlési képviselő | 063 | –               |
| november 25. | George Best          | Aranylabdás északír labdarúgó                                               | 059 |                 |
| november 24. | Pat Morita           | amerikai stand-up komikus, színész                                          | 073 |                 |
| november 24. | Barbara Szlachetka   | lengyel ultramaratoni futó                                                  | 049 |                 |
| november 23. | Biuku Gasa           | Salamon-szigeteki halász, J. F. Kennedy megmentője                          | 082 |                 |
| november 23. | Constance Cummings   | amerikai színésznő                                                          | 095 |                 |
| november 23. | Kováts Barna         | gitárművész és -tanár, zeneszerző                                           | 085 |                 |
| november 23. | Tábori Nóra          | Kossuth-díjas színésznő                                                     | 077 |                 |
| november 22. | Czafik Béla          | olimpikon, magyar válogatott röplabdázó                                     | 064 |                 |
| november 20. | James King           | amerikai operaénekes                                                        | 080 |                 |
| november 19. | Erik Balling         | dán filmrendező, forgatókönyvíró, filmproducer                              | 080 |                 |
| november 18. | Harold J. Stone      | amerikai színész (A láthatatlan fiú)                                        | 092 |                 |
| november 16. | Henry Taube          | Nobel-díjas kanadai születésű amerikai kémikus                              | 090 |                 |
| november 16. | Henk van Woerden     | holland-dél-afrikai festő és író                                            | 057 |                 |
| november 15. | Gustav Aarestrup     | norvég üzletember                                                           | 089 |                 |
| november 14. | Miszlay István       | Jászai Mari-díjas színházi rendező, színházigazgató, érdemes művész         | 075 |                 |
| november 14. | Takács Jenő          | zeneszerző, zongoraművész, népzenekutató, zenepedagógus                     | 103 | –               |
| november 13. | Eddie Guerrero       | amerikai pankrátor                                                          | 038 |                 |
| november 12. | Vass Mózes           | román válogatott labdarúgó, edző                                            | 085 | [ halott link ] |
| november 11. | Keith Andes          | amerikai színész                                                            | 085 |                 |
| november 11. | Miguel Gallardo      | spanyol énekes                                                              | 055 |                 |
| november 10. | Fernando Bujones     | kubai származású amerikai balett-táncos                                     | 050 |                 |
| november 10. | Supka Magdolna       | művészettörténész                                                           | 091 |                 |
| november 9.  | Muriel Degauque      | belga iszlamista terroristanő, öngyilkos merénylő                           | 038 |                 |
| november 8.  | Carola Höhn          | német színésznő                                                             | 095 |                 |
| november 5.  | John Fowles          | angol író                                                                   | 079 |                 |
| november 4.  | Sheree North         | amerikai színésznő                                                          | 073 |                 |
| november 2.  | Ferruccio Valcareggi | olasz labdarúgó, fedezet, edző                                              | 086 |                 |

## Október
| Dátum       | Név                       | Foglalkozás / tisztség | Kor | Forrás |
| ----------- | ------------------------- | --- | --- | ------ |
| október 31. | Kuntár Lajos              | újságíró, haditudósító, szerkesztő, népmesegyűjtő, népművelő, könyvtáros, bölcsészdoktor, tanár                                                                           | 091 |        |
| október 30. | Horváth Gyula             | magyar színész, komédiás | 075 |        |
| október 29. | Berde Zoltán              | irodalomtanár, irodalomtörténész, kritikus | 075 |        |
| október 28. | Richard Smalley           | Nobel-díjas amerikai kémikus | 062 |        |
| október 27. | Jozef Bomba               | szlovák labdarúgó | 066 |        |
| október 26. | Jany Holt                 | francia színésznő (Alibi) | 096 |        |
| október 24. | José Azcona del Hoyo      | hondurasi politikus, köztársasági elnök (1986–1990) | 078 |        |
| október 24. | Rosa Parks                | amerikai színes bőrű polgárjogi harcos | 092 |        |
| október 23. | William Hootkins          | amerikai színész (Egy új remény, Az elveszett frigyláda fosztogatói, Batman)                                                                                              | 057 |        |
| október 22. | Arman                     | francia-amerikai festő, szobrász | 076 |        |
| október 20. | Jean-Michel Folon         | belga festő, szobrász | 071 |        |
| október 20. | Shirley Horn              | Grammy-díjas amerikai dzsesszénekesnő, zongorista | 071 |        |
| október 19. | Luis Adolfo Siles Salinas | bolíviai politikus, elnök (1969) | 080 |        |
| október 19. | Tóth József               | romániai magyar közgazdász | 090 | –      |
| október 18. | Johnny Haynes             | angol labdarúgócsatár | 071 |        |
| október 18. | John Hollis               | brit színész (Szigorúan bizalmas, A Birodalom visszavág) | 077 |        |
| október 18. | Alekszandr Jakovlev       | szovjet politikus, diplomata | 081 |        |
| október 17. | Buzás György              | többszörös válogatott jégkorong játékos, edző | 050 |        |
| október 17. | Franky Gee                | kubai származású amerikai eurodance énekes (Captain Jack) | 043 |        |
| október 16. | Eugene Gordon Lee         | amerikai gyerekszínész | 071 |        |
| október 15. | Rik Van Nutter            | amerikai színész | 076 |        |
| október 13. | Eörsi István              | író | 074 |        |
| október 11. | İlhan Attilâ              | török költő, regényíró, esszéista, újságíró, kritikus | 080 |        |
| október 10. | Milton Obote              | Uganda első miniszterelnöke, majd kétszeres elnöke | 081 |        |
| október 10. | Garay András              | magyar–amerikai biofizikus, biokémikus, molekuláris biológus, növényfiziológus, egyetemi tanár, a biológiai tudományok doktora, a Magyar Tudományos Akadémia rendes tagja | 079 |        |
| október 9.  | Herman József             | Széchenyi-díjas nyelvész, romanista, az MTA rendes tagja | 081 |        |
| október 9.  | Louis Nye                 | amerikai színész | 092 |        |
| október 5.  | Visky Ferenc              | erdélyi magyar református lelkipásztor, teológiai és evangéliumi író | 087 |        |
| október 4.  | André Waterkeyn           | belga mérnök, építész, az Atomium tervezője | 088 |        |
| október 3.  | Ronnie Barker             | brit színész | 076 |        |
| október 3.  | Alastair G. W. Cameron    | kanadai asztrofizikus | 080 |        |
| október 3.  | Helmut Witte              | második világháborús német tengerésztiszt, tengeralattjáró-kapitány | 090 | –      |
| október 2.  | Hamilton Camp             | amerikai színész, szinkronszínész, énekes | 070 |        |
| október 2.  | Nipsey Russell            | amerikai színész, humorista, táncos | 087 |        |
| október 2.  | August Wilson             | Pulitzer-díjas amerikai drámaíró | 060 |        |
| október 1.  | Dienes Gedeon             | magyar művelődéskutató, tánctörténész, kritikus, nyelvész | 090 |        |
| október 1.  | Herbert Huber             | német botanikus | 074 |        |

## Szeptember
| Dátum          | Név                      | Foglalkozás / tisztség                                                                                        | Kor | Forrás |
| -------------- | ------------------------ | --- | --- | ------ |
| szeptember 30. | Szergej Sztarosztyin     | orosz történeti nyelvész                                                                                      | 052 |        |
| szeptember 29. | Gennagyij Szarafanov     | szovjet űrhajós                                                                                               | 063 |        |
| szeptember 28. | Pol Bury                 | belga festő, szobrász                                                                                         | 083 |        |
| szeptember 27. | Ronald Golias            | görög származású brazil színész                                                                               | 076 |        |
| szeptember 26. | Varecza Árpád            | matematikus                                                                                                   | 064 | –      |
| szeptember 25. | Don Adams                | amerikai színész (A balfácán)                                                                                 | 082 |        |
| szeptember 25. | M. Scott Peck            | amerikai pszichiáter                                                                                          | 069 |        |
| szeptember 24. | André Testut             | monacói autóversenyző                                                                                         | 079 |        |
| szeptember 22. | Ilku Péter               | labdarúgó | 069 |        |
| szeptember 20. | Simon Wiesenthal         | osztrák holokauszttúlélő, nácivadász                                                                          | 097 |        |
| szeptember 19. | Nejla Ateş               | krími tatár származású török színésznő, hastáncosnő                                                           | 063 |        |
| szeptember 18. | Michael Park             | brit rali-navigátor                                                                                           | 039 |        |
| szeptember 17. | Hermidita                | spanyol-galiciai labdarúgó                                                                                    | 080 | –      |
| szeptember 16. | Gordon Gould             | amerikai fizikus, lézerkutató, feltaláló                                                                      | 085 |        |
| szeptember 16. | Mácsai István            | magyar festő, Mácsai Pál színművész édesapja                                                                  | 083 |        |
| szeptember 15. | Guy Green                | amerikai filmrendező, forgatókönyvíró, operatőr, producer                                                     | 091 |        |
| szeptember 14. | Sárosi Gábor             | magyar színművész                                                                                             | 074 |        |
| szeptember 14. | Robert Wise              | amerikai filmrendező, filmproducer                                                                            | 091 |        |
| szeptember 13. | Hong Dokjong             | dél-koreai nemzetközi labdarúgó-játékvezető                                                                   | 084 | –      |
| szeptember 13. | Julio César Turbay Ayala | kolumbiai politikus, köztársasági elnök (1978–1982)                                                           | 089 |        |
| szeptember 12. | Helmut Baierl            | szudétanémet forgatókönyvíró, író, drámaíró és politikus                                                      | 078 |        |
| szeptember 12. | Gherasim Emil            | erdélyi magyar költő, író, újságíró, műfordító. Id. Gherasim Emil fia                                         | 074 |        |
| szeptember 10. | Hermann Bondi            | osztrák-brit matematikus és kozmológus                                                                        | 085 |        |
| szeptember 9.  | Hsziung Hsziang-huj      | kínai hírszerző, diplomata                                                                                    | 086 |        |
| szeptember 7.  | Sergio Endrigo           | olasz énekes                                                                                                  | 072 |        |
| szeptember 7.  | Finnbogi Ísakson         | feröeri újságíró, író, politikus, pénzügyminiszter                                                            | 062 | –      |
| szeptember 6.  | Borostyán Mihály         | válogatott labdarúgó, csatár                                                                                  | 048 |        |
| szeptember 5.  | Szabó Árpád              | erdélyi magyar fizikai–kémiai szakíró, atomkutató, gimnáziumi tanár és egyetemi tanár, a Román Akadémia tagja | 091 | –      |
| szeptember 4.  | Lloyd Avery II           | amerikai színész, bűnöző                                                                                      | 036 | –      |
| szeptember 2.  | Romhányi László          | rendező, az egykori Jurta Színház igazgatója                                                                  | 060 |        |
| szeptember 1.  | R. L. Burnside           | amerikai bluesénekes, dalszerző, gitáros                                                                      | 078 |        |

## Augusztus
| Dátum         | Név                    | Foglalkozás / tisztség                                                                      | Kor | Forrás          |
| ------------- | ---------------------- | ------------------------------------------------------------------------------------------- | --- | --------------- |
| augusztus 31. | Józef Rotblat          | Nobel-békedíjas lengyel származású brit fizikus                                             | 096 | –               |
| augusztus 31. | Michael Sheard         | skót karakterszínész (A birodalom visszavág, Az utolsó kereszteslovag)                      | 067 |                 |
| augusztus 28. | Hans Clarin            | német színész, Pumukli hangja                                                               | 076 |                 |
| augusztus 28. | Jacques Dufilho        | francia színész                                                                             | 091 |                 |
| augusztus 26. | Wolfgang Bauer         | osztrák író, leginkább drámái tették ismertté                                               | 064 |                 |
| augusztus 26. | Csajka Gábor Cyprian   | magyar író, költő, grafikus                                                                 | 050 | [ halott link ] |
| augusztus 23. | Haraszti Margit        | magyar festő és restaurátor, a műemlékvédelem kiemelkedő képviselője                        | 057 |                 |
| augusztus 22. | Lázár Sándor           | magyar szinkronszínész                                                                      | 050 |                 |
| augusztus 22. | Ginter Gawlik          | lengyel labdarúgó-középpályás                                                               | 074 |                 |
| augusztus 21. | Robert Moog            | amerikai feltaláló, az elektronikus zene úttörője, a Moog Music alapítója                   | 071 |                 |
| augusztus 21. | Cserháti István        | becenevén Pityi, billentyűs, zeneszerző, a P. Mobil egykori tagja, a P. Box egyik alapítója | 050 | [ halott link ] |
| augusztus 20. | Szalai Csaba           | költő, Petőfi Sándor- és Sajtószabadság-díjas újságíró                                      | 062 |                 |
| augusztus 17. | Benda Gyula            | magyar történész                                                                            | 061 |                 |
| augusztus 16. | Tonino Delli Colli     | olasz operatőr (Mamma Róma; A Jó, a Rossz és a Csúf)                                        | 081 |                 |
| augusztus 16. | Milorad Pavić          | jugoszláv-szerb labdarúgó, edző                                                             | 083 | –               |
| augusztus 16. | Roger Schütz-Marsauche | a taizéi közösség alapítója                                                                 | 090 |                 |
| augusztus 15. | Herta Ware             | amerikai színésznő és társadalmi aktivista                                                  | 088 |                 |
| augusztus 11. | Schmidt István         | labdarúgó, csatár                                                                           | 046 |                 |
| augusztus 9.  | Colette Besson         | olimpiai bajnok francia atlétanő, futó                                                      | 059 |                 |
| augusztus 9.  | Dorris Bowdon          | amerikai színésznő                                                                          | 090 |                 |
| augusztus 9.  | Marco Cavagna          | olasz csillagász                                                                            | 047 | –               |
| augusztus 9.  | Matthew McGrory        | amerikai színész                                                                            | 032 |                 |
| augusztus 8.  | Barbara Bel Geddes     | amerikai színésznő                                                                          | 082 |                 |
| augusztus 7.  | Noel Nicola            | kubai énekes                                                                                | 058 |                 |
| augusztus 6.  | Ibrahim Ferrer         | kubai énekes, a Buena Vista Social Club tagja                                               | 078 |                 |
| augusztus 6.  | Vizma Belševica        | lett költő, író, műfordító                                                                  | 074 |                 |
| augusztus 4.  | Dani János             | magyar levéltáros, történész                                                                | 081 |                 |
| augusztus 4.  | Little Milton          | amerikai bluesénekes, gitáros                                                               | 070 | –               |
| augusztus 4.  | Szabó Iván             | mérnök-közgazdász, politikus                                                                | 071 |                 |
| augusztus 2.  | Toldi Miklós           | labdarúgó (Salgótarján)                                                                     | 064 |                 |
| augusztus 1.  | Fahd szaúdi király     | Szaúd-Arábia királya                                                                        | 082 |                 |
| augusztus 1.  | Léopold Gernaey        | belga labdarúgókapus                                                                        | 078 |                 |
| augusztus 1.  | Kránitz Lajos          | színész                                                                                     | 062 |                 |
| augusztus 1.  | Constant Nieuwenhuijs  | holland képzőművész                                                                         | 085 |                 |

## Július
| Dátum      | Név                  | Foglalkozás / tisztség | Kor | Forrás          |
| ---------- | -------------------- | --- | --- | --------------- |
| július 31. | Wim Duisenberg       | holland közgazdász, politikus, az Európai Központi Bank első elnöke (1998–2003)                                                            | 070 | –               |
| július 30. | John Garang          | dél-szudáni gerillavezér és politikus | 060 |                 |
| július 28. | Jacques Lacarrière   | francia jégkorongozó, olimpikon | 098 |                 |
| július 27. | Marten Toonder       | holland képregényalkotó | 093 |                 |
| július 26. | Mario David          | olasz labdarúgóhátvéd, edző | 071 |                 |
| július 24. | Richard Doll         | brit fiziológus, epidemiológus | 092 |                 |
| július 21. | Farkas Henrik        | fizikus, egyetemi docens (BME Kémiai Fizika Tanszék), a hazai erőszakellenes és hadkötelezettség-ellenes civil mozgalmak kiemelkedő alakja | 062 |                 |
| július 21. | Hernádi Gyula        | író | 079 | [ halott link ] |
| július 21. | Sebők Anikó          | a C’est La Vie és a JetA énekesnője | 027 | [ halott link ] |
| július 20. | James Doohan         | kanadai színész, Scotty a Star Trek-ből | 085 |                 |
| július 19. | Edward Bunker        | amerikai krimiíró, forgatókönyvíró, színész, korábbi bűnöző                                                                                | 071 |                 |
| július 18. | William Westmoreland | amerikai tábornok, a vietnámi háború idején főparancsnok, majd a hadsereg vezérkari főnöke                                                 | 091 | –               |
| július 17. | Laurel Aitken        | jamaicai énekes, a korai ska zene fontos alakja, „a ska keresztapja”                                                                       | 078 |                 |
| július 17. | Geraldine Fitzgerald | ír-amerikai színésznő (Örökkön örökség; Későn jött boldogság)                                                                              | 091 |                 |
| július 17. | Edward Heath         | brit politikus, a Konzervatív Párt vezetője, parlamenti képviselő, miniszterelnök (1970–1974)                                              | 089 |                 |
| július 16. | Camillo Felgen       | luxemburgi énekes | 084 | –               |
| július 16. | John Ostrom          | amerikai tudós, őslénykutató | 077 | –               |
| július 15. | Kállay Ilona         | színésznő | 075 |                 |
| július 14. | Tilly Fleischer      | olimpiai bajnok (1936) német atléta, gerelyhajító                                                                                          | 093 |                 |
| július 14. | Tóth István György   | történész | 048 | –               |
| július 12. | Piero Cappuccilli    | olasz operaénekes | 075 |                 |
| július 11. | Jesús Iglesias       | argentin autóversenyző | 083 | –               |
| július 11. | Frances Langford     | amerikai színésznő, énekesnő | 092 |                 |
| július 6.  | Claude Simon         | Nobel-díjas francia író | 091 |                 |
| július 6.  | Ed McBain            | amerikai krimiíró | 078 | –               |
| július 4.  | June Haver           | amerikai színésznő, énekesnő, táncosnő | 079 |                 |
| július 4.  | Marga López          | argentin származású mexikói színésznő | 081 | –               |
| július 4.  | Síklaky István       | közgazdász | 078 |                 |
| július 3.  | Alberto Lattuada     | olasz filmrendező, forgatókönyvíró, színész és producer                                                                                    | 090 | –               |
| július 3.  | Gaylord Nelson       | amerikai szenátor (Wisconsin, 1963–1981)                                                                                                   | 089 |                 |
| július 3.  | Harrison Young       | amerikai színész (1000 halott háza) | 075 | –               |
| július 1.  | Luther Vandross      | amerikai R&B énekes | 054 |                 |

## Június
| Dátum      | Név                   | Foglalkozás / tisztség                                                         | Kor | Forrás |
| ---------- | --------------------- | ------------------------------------------------------------------------------ | --- | ------ |
| június 30. | Novák Éva             | olimpiai, 15-szörös magyar úszóbajnok                                          | 075 |        |
| június 29. | Apor Noémi            | Jászai Mari-díjas színésznő                                                    | 087 | –      |
| június 27. | Domino Harvey         | amerikai fejvadász, a Domino című film címszereplője                           | 035 |        |
| június 27. | George Lilanga        | tanzániai festő, szobrász                                                      | 071 | –      |
| június 25. | Jiří Kodet            | cseh színész                                                                   | 067 |        |
| június 25. | Kazim Koyuncu         | törökországi láz rockénekes                                                    | 033 | –      |
| június 24. | Paul Winchell         | amerikai színész                                                               | 082 | –      |
| június 23. | Bandi Dezső           | iparművész, művészeti író, népművelő                                           | 085 |        |
| június 21. | Darázs Antal          | magyar autóversenyző, motorversenyző                                           | 059 |        |
| június 20. | Larry Collins         | amerikai újságíró, író                                                         | 075 |        |
| június 20. | Charles David Keeling | amerikai tudós                                                                 | 077 | –      |
| június 20. | Jack Kilby            | Nobel-díjas amerikai fizikus                                                   | 081 | –      |
| június 15. | Suzanne Flon          | francia színésznő (A vonat)                                                    | 087 |        |
| június 14. | Carlo Maria Giulini   | olasz karmester                                                                | 091 |        |
| június 13. | Eugénio de Andrade    | portugál költő                                                                 | 082 |        |
| június 13. | Álvaro Cunhal         | portugál politikus és író                                                      | 091 |        |
| június 13. | Jesús Moncada Estruga | katalán nyelven alkotó spanyol író, műfordító                                  | 063 |        |
| június 13. | Lane Smith            | amerikai színész (Kaszakő; A dzsentlemanus),                                   | 069 |        |
| június 12. | Emmanuelle Arsan      | thai származású francia modell, színésznő, írónő, forgatókönyvíró (Emmanuelle) | 073 |        |
| június 12. | Óváry Zoltán          | amerikai magyar orvos, immunológus, allergológus                               | 098 |        |
| június 11. | Vasco Gonçalves       | portugál politikus, miniszterelnök (1974–1975)                                 | 084 | –      |
| június 11. | Lon McCallister       | amerikai színész                                                               | 082 |        |
| június 11. | Páka Jolán            | opera-énekesnő (koloratúrszoprán)                                              | 085 |        |
| június 11. | Juan José Saer        | Nadal-díjas argentin író                                                       | 067 |        |
| június 10. | John J. Exon          | az Amerikai Egyesült Államok szenátora (Nebraska, 1979–1997)                   | 083 | –      |
| június 9.  | Dobránszky Zoltán     | színész, szinkronhang                                                          | 069 |        |
| június 9.  | Richard Eberhart      | Pulitzer-díjas amerikai költő                                                  | 101 |        |
| június 8.  | Vida István           | barlangász, barlangi mentő, búvár                                              | 047 | –      |
| június 6.  | Ed Bishop             | amerikai színész                                                               | 072 |        |
| június 6.  | Anne Bancroft         | amerikai színésznő                                                             | 073 |        |
| június 5.  | Susi Nicoletti        | német-osztrák színésznő, táncosnő                                              | 086 |        |
| június 3.  | Leon Askin            | osztrák-amerikai színész (Kopogd le a fán!)                                    | 097 |        |
| június 2.  | Mike Marshall         | francia-amerikai színész (Egy kis kiruccanás)                                  | 060 | [ 3 ]  |
| június 1.  | George Mikan          | amerikai kosárlabdázó, edző                                                    | 080 |        |

## Május
| Dátum          | Név                       | Foglalkozás / tisztség | Kor | Forrás |
| -------------- | ------------------------- | --- | --- | ------ |
| Ismeretlen nap | Városi György             | labdarúgó | 081 | –      |
| május 31.      | Csoma György              | újságíró, könyvkiadó | 054 | –      |
| május 29.      | Ángeles Alvariño          | spanyol zoológus, oceanográfus | 088 | –      |
| május 28.      | Csikós Nagy Béla          | magyar közgazdász, akadémikus | 089 | –      |
| május 28.      | Rosette Batarda Fernandes | portugál botanikus | 089 |        |
| május 26.      | Eddie Albert              | amerikai színész (Római vakáció) | 099 |        |
| május 25.      | Ismail Merchant           | indiai-angol filmrendező, producer                                                                                                  | 069 |        |
| május 25.      | Zoran Mušič               | szlovén festő | 096 |        |
| május 24.      | Carl Amery                | német sci-fi-író, környezetvédelmi aktivista                                                                                        | 083 | –      |
| május 20.      | Paul Ricœur               | francia filozófus | 092 |        |
| május 18.      | Pongrátz Gergely          | 1956-os szabadsághős | 073 |        |
| május 18.      | Stella Zázvorková         | cseh színésznő | 083 | [ 5 ]  |
| május 17.      | Frank Gorshin             | amerikai színész, humorista, énekes                                                                                                 | 072 |        |
| május 15.      | Anthony Ashley-Cooper     | Shaftesbury tizenegyedik earlje | 027 |        |
| május 15.      | Siménfalvy Lajos          | színművész | 077 |        |
| május 13.      | Láza János                | labdarúgó | 059 |        |
| május 12.      | Monica Zetterlund         | svéd énekesnő, színésznő | 067 |        |
| május 11.      | Fodó Sándor               | kárpátaljai magyar nyelvész, irodalmár, egyetemi tanár, politikus, a Kárpátaljai Magyar Kulturális Szövetség (KMKSZ) alapító elnöke | 065 |        |
| május 9.       | Thomas Wharton            | skót nemzetközi labdarúgó-játékvezető                                                                                               | 077 | –      |
| május 5.       | Elisabeth Fraser          | amerikai színésznő | 085 |        |
| május 5.       | George Sidney             | amerikai filmrendező és producer | 085 |        |
| május 5.       | Zahoránszky Ibolya        | erdélyi magyar újságíró, szerkesztő, közművelődés-szervező                                                                          | 069 | –      |
| május 4.       | Joyce Lambert             | angol botanikus és ökológus | 088 |        |
| május 4.       | Nyári Magda               | olimpiai ezüstérmes vívó | 083 |        |
| május 2.       | Renée Faure               | francia színésznő | 086 |        |
| május 2.       | Robert (Bob) Hunter       | kanadai újságíró, a Greenpeace társalapítója                                                                                        | 063 |        |

## Április
| Dátum       | Név                           | Foglalkozás / tisztség | Kor | Forrás |
| ----------- | ----------------------------- | --- | --- | ------ |
| április 29. | Tatár György                  | táncművész, koreográfus | 083 | –      |
| április 28. | Percy Heath                   | amerikai dzsessznagybőgős | 081 | [ 6 ]  |
| április 28. | Rónai András                  | magyar-izraeli színész | 072 | –      |
| április 28. | Weissmahr Béla                | magyar jezsuita szerzetes, filozófus, teológus, egyetemi tanár, a transzcendentális neotomizmus legjelentősebb hazai képviselője | 075 | –      |
| április 26. | Mason Adams                   | amerikai színész (Trükkös halál; Kaszakő)                                                                                        | 086 |        |
| április 26. | Hasil Adkins                  | amerikai rockabilly zenész | 067 |        |
| április 26. | Augusto Roa Bastos            | Cervantes-díjas paraguayi író | 087 |        |
| április 26. | Maria Schell                  | osztrák-svájci színésznő | 079 |        |
| április 24. | Ezer Weizman                  | Izrael köztársasági elnöke (1993-2000)                                                                                           | 080 |        |
| április 23. | John Mills                    | angol színész | 097 |        |
| április 22. | Gregoire Boonzaier            | dél-afrikai festőművész | 095 |        |
| április 22. | Eduardo Paolozzi              | skót grafikus, szobrász | 081 |        |
| április 19. | Hoffmann Géza                 | sokszoros szabad-, és kötöttfogású válogatott birkózó, olimpikon, mesteredző                                                     | 076 |        |
| április 19. | Ruth Hussey                   | amerikai színésznő | 093 |        |
| április 19. | Nagy László                   | Európa-bajnok műkorcsolyázó, orvos                                                                                               | 077 |        |
| április 19. | Niels-Henning Ørsted Pedersen | dán dzsessznagybőgős | 058 |        |
| április 19. | George P. Cosmatos            | olasz születésű, görög-amerikai filmrendező (Tombstone – A halott város)                                                         | 064 |        |
| április 16. | Zalabai Gábor                 | szociális munkás, fogyatékosügyi aktivista                                                                                       | 043 | –      |
| április 16. | Ilku István                   | válogatott labdarúgó | 072 |        |
| április 15. | Art Cross                     | amerikai autóversenyző | 087 | –      |
| április 15. | Fábián Imre                   | költő, folklorista, újságíró, könyvkiadó                                                                                         | 059 | –      |
| április 11. | Junior Delgado                | jamaicai reggae-énekes | 046 | –      |
| április 11. | Fónagy Iván                   | nyelvész, az MTA tagja | 085 |        |
| április 11. | André François                | magyar származású francia grafikusművész, plakáttervező, illusztrátor                                                            | 089 | –      |
| április 11. | Maurice Hilleman              | amerikai mikrobiológus, vakcinológus                                                                                             | 085 |        |
| április 11. | Lucien Laurent                | francia labdarúgó, a FIFA Labdarúgó-világbajnokság első gólszerzője                                                              | 097 |        |
| április 11. | Török Endre                   | Széchenyi-díjas irodalomtörténész, russzista                                                                                     | 081 | –      |
| április 11. | George Younce                 | amerikai gospelénekes | 075 | –      |
| április 10. | Havasi Sándor                 | labdarúgó | 063 |        |
| április 10. | Horacio Casarín               | mexikói labdarúgó, csatár | 086 | –      |
| április 8.  | Ferenczfalvi Kálmán           | magyar humanista, a „Világ Igaza”                                                                                                | 084 | –      |
| április 7.  | Cliff Allison                 | brit autóversenyző | 073 | –      |
| április 6.  | III. Rainier                  | Monaco hercege | 081 |        |
| április 6.  | Ecser Károly                  | Európa-bajnok súlyemelő | 073 |        |
| április 5.  | Debralee Scott                | amerikai színésznő (Rendőrakadémia)                                                                                              | 052 |        |
| április 5.  | Saul Bellow                   | Nobel-díjas kanadai író | 089 |        |
| április 5.  | Csong Namsik                  | dél-koreai labdarúgócsatár | 088 | –      |
| április 3.  | Blanchette Brunoy             | francia színésznő | 086 |        |
| április 2.  | II. János Pál                 | lengyel főpap, pápa (1978–2005†)                                                                                                 | 084 |        |
| április 1.  | Harald Juhnke                 | német színész | 075 |        |

## Március
| Dátum       | Név                              | Foglalkozás / tisztség                                        | Kor | Forrás |
| ----------- | -------------------------------- | ------------------------------------------------------------- | --- | ------ |
| március 30. | Emil Dimitrov                    | népszerű bolgár énekes                                        | 064 | –      |
| március 29. | Johnnie Cochran                  | amerikai sztárügyvéd, O. J. Simpson ügyvédje                  | 067 |        |
| március 29. | Mitch Hedberg                    | amerikai stand-up komikus                                     | 037 | –      |
| március 28. | Losonczi Pál                     | Tsz-elnök, a Magyar Népköztársaság Elnöki Tanácsa volt elnöke | 085 |        |
| március 28. | Moura Lympany                    | brit zongoraművész                                            | 088 |        |
| március 27. | Galgóczy Imre                    | magyar színész, szinkronszínész                               | 085 | –      |
| március 27. | Rigo Tovar                       | mexikói énekes, zenész                                        | 058 | –      |
| március 26. | Melihate Ajeti                   | koszovói albán színésznő                                      | 069 | –      |
| március 26. | James Callaghan                  | brit munkáspárti politikus, miniszterelnök (1976–1979)        | 092 |        |
| március 26. | Földes Péter                     | József Attila-díjas (1953, 1962) magyar író, esszéista        | 088 | –      |
| március 25. | Kertész Erzsébet                 | író                                                           | 095 |        |
| március 23. | Czérna Sándor                    | labdarúgó                                                     | 040 |        |
| március 23. | Hrotkó János                     | labdarúgó, edző                                               | 082 | –      |
| március 22. | Clemente Domínguez y Gómez       | spanyol származású önjelölt ellenpápa 1978 és 2005 között     | 058 | –      |
| március 22. | Antonio Millán-Puelles           | spanyol filozófus                                             | 084 | –      |
| március 22. | Tange Kenzó                      | japán építész                                                 | 091 | –      |
| március 20. | Armand Lohikoski                 | finn színész, filmrendező                                     | 093 |        |
| március 19. | John DeLorean                    | román-magyar származású amerikai mérnök, autóipari menedzser  | 080 |        |
| március 18. | Rácz János                       | matematikatanár                                               | 085 |        |
| március 17. | Fejes Tóth László                | matematikus, geométer, az MTA tagja                           | 090 |        |
| március 14. | Josizava Akira                   | japán origamiművész                                           | 094 |        |
| március 12. | Aleksandar Atanacković           | szerb labdarúgó-középpályás, edző                             | 084 | –      |
| március 9.  | Reidar Bjørnestad                | norvég nemzetközi labdarúgó-játékvezető                       | 055 | –      |
| március 9.  | Csányi László                    | Liszt Ferenc-díjas karnagy, jogász                            | 080 |        |
| március 9.  | Nyers István                     | válogatott labdarúgó                                          | 080 |        |
| március 7.  | Walter Arendt                    | német politikus                                               | 080 | –      |
| március 7.  | Debra Hill                       | amerikai filmproducer                                         | 054 |        |
| március 7.  | Jozef Stank                      | szlovák védelmi miniszter                                     | 065 |        |
| március 6.  | Hans Albrecht Bethe              | Nobel-díjas német-amerikai fizikus                            | 098 |        |
| március 6.  | Teresa Wright                    | Oscar-díjas amerikai színésznő                                | 086 | –      |
| március 5.  | Morris Engel                     | amerikai filmrendező                                          | 086 |        |
| március 4.  | Vitalij Fjodorovics Feoktyisztov | szovjet–orosz sinológus                                       | 074 | –      |
| március 3.  | Lesznek Tibor                    | színész                                                       | 049 |        |
| március 3.  | Rinus Michels                    | holland válogatott labdarúgó, edző                            | 077 |        |
| március 1.  | Jiří Trnka                       | cseh labdarúgó                                                | 078 | –      |

## Február
| Dátum       | Név                       | Foglalkozás / tisztség                                                                                  | Kor | Forrás |
| ----------- | ------------------------- | --- | --- | ------ |
| február 28. | Mario Luzi                | olasz költő, drámaíró, műfordító, irodalom- és filmkritikus                                             | 090 |        |
| február 26. | Pierre Trabaud            | francia színész                                                                                         | 082 | –      |
| február 25. | Peter Benenson            | angol emberjogi aktivista, az Amnesty International társalapítója                                       | 083 |        |
| február 24. | Kozák András              | Kossuth-díjas kiváló színész                                                                            | 062 |        |
| február 22. | Luigi Giussani            | olasz teológus, egyetemi lelkész, a Comunione e Liberazione (CL) katolikus lelkiségi mozgalom alapítója | 082 | –      |
| február 22. | Simone Simon              | francia színésznő (Ifjúság; Állat az emberben)                                                          | 093 |        |
| február 21. | Ákos Stefi                | táncdalénekesnő                                                                                         | 086 |        |
| február 21. | Guillermo Cabrera Infante | kubai író, esszéista, műfordító és kritikus, forgatókönyvíró                                            | 075 | –      |
| február 20. | Hunter S. Thompson        | a gonzó újságírás kitalálója, a Félelem és reszketés Las Vegasban őt játssza Johnny Depp                | 067 |        |
| február 20. | Sandra Dee                | amerikai gyermekmodell és színésznő                                                                     | 062 | –      |
| február 20. | Dalene Matthee            | dél-afrikai afrikaans nyelvű író                                                                        | 066 |        |
| február 17. | Dan O'Herlihy             | ír-amerikai színész                                                                                     | 085 |        |
| február 17. | Omar Sívori               | olasz származású argentin labdarúgó                                                                     | 069 | –      |
| február 16. | Narriman Sadek            | Egyiptom utolsó királya                                                                                 | 071 |        |
| február 16. | Nicole DeHuff             | amerikai színésznő (Apádra ütök)                                                                        | 030 |        |
| február 14. | Rafik Hariri              | libanoni politikus, miniszterelnök (1992–1998)                                                          | 061 |        |
| február 13. | Sixten Ehrling            | svéd karmester és zongorista                                                                            | 086 |        |
| február 13. | Maurice Trintignant       | francia autóversenyző                                                                                   | 087 | –      |
| február 11. | Mary Jackson              | amerikai matematikus és repülőmérnök                                                                    | 083 |        |
| február 11. | Kovács Dénes              | hegedűművész                                                                                            | 074 |        |
| február 10. | Gál Tibor                 | borász                                                                                                  | 036 |        |
| február 10. | Arthur Miller             | amerikai író                                                                                            | 089 |        |
| február 8.  | Buda Ernő                 | bányamérnök                                                                                             | 083 |        |
| február 8.  | Jimmy Smith               | amerikai dzsessz-orgonista                                                                              | 079 |        |
| február 7.  | Atli Pætursson Dam        | feröeri politikus, a Javnaðarflokkurin (Szociáldemokrata Párt) egykori elnöke                           | 072 |        |
| február 6.  | Hubert Curien             | francia fizikus, egyetemi tanár, a francia és az európai űrkutatás kiemelkedő alakja                    | 080 |        |
| február 5.  | Gnassingbé Eyadéma        | 1967-től haláláig Togó elnöke                                                                           | 069 |        |
| február 5.  | Michalina Wisłocka        | lengyel orvos, nőgyógyász, sejtbiológus, szexológus                                                     | 083 | –      |
| február 4.  | Ossie Davis               | amerikai színész (A szomszéd nője mindig zöldebb; Gladiátor; A domb)                                    | 087 |        |
| február 3.  | Ernst Mayr                | német-amerikai biológus                                                                                 | 100 |        |
| február 3.  | Zurab Zsvania             | grúz biológus, politikus, miniszterelnök (2003–2004)                                                    | 041 |        |
| február 2.  | Max Schmeling             | német bokszoló                                                                                          | 099 |        |
| február 1.  | John Vernon               | kanadai színész (Piszkos Harry)                                                                         | 072 |        |

## Január
| Dátum      | Név                     | Foglalkozás / tisztség                                                       | Kor  | Forrás |
| ---------- | ----------------------- | ---------------------------------------------------------------------------- | ---- | ------ |
| január 31. | Nel Benschop            | holland költő                                                                | 087  |        |
| január 30. | Tar Sándor              | magyar író                                                                   | 063  |        |
| január 29. | Efrájim Kishon          | magyar nevén: Kishont Ferenc, magyar származású izraeli író                  | 080  |        |
| január 28. | Jim Capaldi             | angol énekes, dobos, dalszerző                                               | 060  |        |
| január 28. | Karen Lancaume          | francia színésznő (Baise-moi), pornószínésznő                                | 032  |        |
| január 28. | Jacques Villeret        | francia színész                                                              | 053  | –      |
| január 26. | Rudi Falkenhagen        | holland színész                                                              | 071  | –      |
| január 26. | Jackie Henderson        | skót labdarúgó                                                               | 073  | –      |
| január 25. | Lamont Bentley          | amerikai televízió- és mozi színész                                          | 031  |        |
| január 25. | Philip Johnson          | Pritzker-díjas amerikai építész, építészettörténész                          | 098  |        |
| január 25. | Manuel Lopes            | zöld-foki-szigeteki író                                                      | 097  |        |
| január 25. | Netty Witziers-Timmer   | olimpiai bajnok (1948) holland atléta, rövidtávfutó                          | 081  | –      |
| január 24. | Tandori Károly          | Kossuth- és Széchenyi-díjas magyar matematikus, egyetemi tanár, az MTA tagja | 079  |        |
| január 23. | Johnny Carson           | amerikai televíziós műsorvezető, humorista, író és producer                  | 079  |        |
| január 22. | Patsy Rowlands          | brit színésznő                                                               | 0874 |        |
| január 22. | Consuelo Velázquez      | mexikói zongorista, dalszerző                                                | 088  |        |
| január 21. | Pénzes Bethen           | biológus, zoológus, akvarista                                                | 070  |        |
| január 21. | Theun de Vries          | holland író                                                                  | 097  |        |
| január 20. | Per Borten              | norvég politikus, miniszterelnök (1965–1971)                                 | 091  |        |
| január 19. | Kulcsár Anita           | kézilabdázó                                                                  | 028  |        |
| január 18. | Forintos György         | szociológus, magyar szabadságharcos az 1956-os forradalomban                 | 069  | –      |
| január 17. | Csao Ce-jang            | korábbi kínai pártfőtitkár                                                   | 085  |        |
| január 17. | Virginia Mayo           | amerikai színésznő, táncosnő                                                 | 084  |        |
| január 16. | Agustín González        | spanyol színész                                                              | 074  |        |
| január 15. | Victoria de los Ángeles | katalán operaénekesnő                                                        | 081  |        |
| január 15. | Ruth Warrick            | angol színésznő                                                              | 089  |        |
| január 14. | Carl Möhner             | osztrák színész és festő                                                     | 083  |        |
| január 13. | Nell Rankin             | amerikai operaénekesnő                                                       | 081  |        |
| január 13. | Varga Károly            | színész                                                                      | 053  | –      |
| január 12. | Amrish Puri             | indiai színész                                                               | 072  |        |
| január 11. | Jerzy Pawłowski         | olimpiai bajnok (1968) lengyel vívó                                          | 072  |        |
| január 9.  | Gyarmathy Tihamér       | Kossuth-díjas festőművész                                                    | 089  |        |
| január 7.  | Rosemary Kennedy        | John F. Kennedy nővére                                                       | 086  |        |
| január 7.  | Pierre Daninos          | francia író és humorista                                                     | 091  |        |
| január 5.  | Németh Lehel            | magyar táncdalénekes                                                         | 072  |        |
| január 4.  | Guy Davenport           | amerikai író, festő és tanár                                                 | 082  |        |
| január 4.  | Frank Harary            | amerikai matematikus, a gráfelmélet egyik megalapozója                       | 083  | –      |
| január 3.  | Vadász László           | sakkozó, nemzetközi nagymester, sakkolimpiai bajnok                          | 056  | –      |
| január 3.  | Csajkovich Károly       | erdész                                                                       | 084  | –      |
| január 3.  | Will Eisner             | amerikai képregényalkotó                                                     | 087  | –      |
| január 2.  | Maclyn McCarty          | amerikai genetikus                                                           | 093  |        |
| január 1.  | Eugene James Martin     | amerikai festőművész                                                         | 067  |        |